# Micrurus tricolor
Micrurus tricolor é uma espécie de cobra-coral, um elapídeo do gênero Micrurus. É uma coral tricolor outrora classificada dentro de Micrurus frontalis.